# Sandy '94
《Sandy '94》是香港歌手林憶蓮第十七張錄音室專輯和第十三張粵語錄音室專輯，亦是她在星工廠時期的最後一張專輯，於1994年6月16日發行。
此專輯林憶蓮首次離開許願的音樂製作團隊，改為與倫永亮聯合主理。全碟遠赴洛杉磯錄音及製作，專輯走向歐美曲風，無論是流行（〈多些那些〉）、爵士（〈芝加哥的故事〉）、節奏藍調（〈誰像你好〉）或是ballad（〈明天醒來時〉）等，編曲方面均以貝斯及電結他等比較基本的樂器為主，偶以薩克斯風作點綴。
主打單曲〈決心〉和〈赤裸的秘密〉成為了樂迷心目中的經典作品。林憶蓮在這張專輯也大膽地和新的音樂人合作，如荒川里佳、江志仁及陳錦輝，炮製出〈沉淪〉和〈感情不老〉等令人喜出望外的非主打歌。〈芝加哥的故事〉和〈誰像你好〉更展示了她更上層樓的唱功。
此专辑在香港IFPI销量榜进榜两周。

## 曲目
全碟監製：倫永亮、林憶蓮　（下面註明例外曲目）
| 曲序     | 曲目                               |          | 作曲       | 编曲       | 时长  |
| -------- | ---------------------------------- | -------- | ---------- | ---------- | ----- |
| 1.       | 多些那些…                          | 林振強   | 倫永亮     | 倫永亮     | 4:16  |
| 2.       | 芝加哥的故事                       | 林振強   | 荒川里佳   | 荒川里佳   | 4:10  |
| 3.       | 誰像你好？                         | 周禮茂   | 荒川里佳   | 荒川里佳   | 4:53  |
| 4.       | 對不起了愛（倫永亮合唱）           | 周禮茂   | 李宗盛     | 荒川里佳   | 5:22  |
| 5.       | 決心（remix）                      | 林夕     | 山田直毅   | C. Y. Kong | 4:28  |
| 6.       | 沉淪                               | 潘源良   | C. Y. Kong | C. Y. Kong | 4:30  |
| 7.       | 赤裸的秘密                         | 潘源良   | 薛忠銘     | 倫永亮     | 4:33  |
| 8.       | 感情不老                           | 林夕     | 陳錦輝     | 陳錦輝     | 4:36  |
| 9.       | 明天醒來時                         | 潘源良   | 鈴木祥子   | 陳明道     | 4:45  |
| 10.      | 決心（監製：許願、倫永亮、林憶蓮） | 林夕     | 山田直毅   | 松本晃彥   | 4:21  |
| 总时长： | 总时长：                           | 总时长： | 总时长：   | 总时长：   | 45:54 |

備註：
- 〈對不起了愛〉是改編自陳淑樺主唱的〈愛的進行式〉。
- 〈赤裸的秘密〉是改編自于台煙主唱的〈對愛情讓步〉。
- 〈明天醒來時〉是改編自鈴木祥子主唱的〈ときめきは涙に負けない〉。

## 派台歌曲
- 決心
- 多些那些...
- 赤裸的秘密
- 對不起了愛
- 沉淪
- 芝加哥的故事

## 發行版本
- 香港版 CD (首版)
- 香港版 CD
- 新加坡版 CD
- 馬來西亞版 CD (首版)
- 馬來西亞版 盒帶
- 台灣版 CD
- 日本版 CD

## 音樂錄影帶
- 多些那些
- 芝加哥的故事
- 對不起了愛
- 赤裸的秘密
- 決心

## 香港IFPI銷量成績
❶1994.06.23 2 林憶蓮 SANDY '94
❷1994.06.30 2 林憶蓮 SANDY '94